# 漆文昌
漆文昌（？—？），江西瑞州府新昌县人。明朝政治人物。

## 生平
嘉靖四十年（1561年）辛酉科举人，授沅江知县，后调应城知县。应城与江陵相近，江陵是明朝首辅张居正的故乡，漆文昌却不前去拜访。后任广西河池知州、柳州府同知，补云南永昌府抚夷同知。时缅甸入寇孟密，孟密宣抚司土同知思化不敌，逃往蛮莫，占据原属思顺的蛮莫地，云南巡抚萧彦命令漆文昌前去招抚，于是单骑进入蛮莫宣扬朝廷威德，思化听命，后与陈用宾在腾越西南修筑云南八关。以功升任广南知府，不久，万历二十七年（1599年）升为贵州副使，后改云南金腾兵备副使。猛卯多俺叛投缅甸，漆文昌授意木邦等土司擒杀多俺，保障边疆安宁:110。万历三十一年（1603年）升为贵州参政。任上年老告归，回乡时只有几件行李和数十亩田地，宦绩舆论评价颇高。